# Alexandru Comănescu
Alexandru Comănescu (născut la 30 septembrie 1944) a fost deputat român în legislatura 1990-1992, ales în județul Galați pe listele partidului FSN.